# Affekt-als-Information-Modell
Das Affekt-als-Information-Modell (Affect-as-information model) besagt, dass Menschen ihre Affekte oder Stimmungen als Bezugspunkt nehmen und diese in das Gesamturteil bezüglich eines Urteilsobjekts einbeziehen.
Das Affekt-als-Information-Modell enthält die Annahme, dass die Beurteiler eines Sachverhalts oder einer Person einer „Wie geht es mir damit?“-Heuristik folgen. Die Stimmung fließt als Information in die Urteilsbildung ein. Wenn dieser Vorgang bei der Bewertung einer Person stattfindet, beeinflusst er die Eindrucksbildung.
Erläuterung: Befunde zeigen, dass die Erinnerung an positive Ereignisse in der eigenen Biographie (z. B. im Leistungsbereich) zu einer günstigeren Stimmung und zu einem höheren Selbstwertgefühl führt als die Erinnerung an negative Ereignisse.